# 野甘草
野甘草（学名：Scoparia dulcis），又名甜珠草，为車前草科野甘草属下的一个种。